# Spółdzielcza Grupa Bankowa
Spółdzielcza Grupa Bankowa jest drugim pod względem wielkości zrzeszeniem Banków Spółdzielczych działających w Polsce. SGB tworzą ponad 194 Banki Spółdzielcze działające lokalnie na terenie całego kraju oraz SGB-Bank SA, będący bankiem zrzeszającym.
Do podstawowych celów działalności banków Spółdzielczej Grupy Bankowej należy zapewnienie kompleksowej obsługi finansowej firmom działającym na terenie miast i wsi, przedsiębiorstwom sektora rolno-spożywczego oraz rolnikom, jak również wspieranie rozwoju gospodarczego środowisk lokalnych. Spółdzielcza Grupa Bankowa oferuje obsługę operacji dewizowych i emisji obligacji komunalnych, produkty depozytowo-kredytowe, szeroką gamę rachunków bankowych, lokat terminowych oraz kart płatniczych m.in. VISA, VISA Electron, Maestro, MasterCard oraz transakcje BLIK. SGB dysponuje siecią ponad 1700 placówek, dostęp do usług dostępny jest również za pośrednictwem internetu i telefonu.
Hasłem SGB jest „W świecie, w którym liczą się pieniądze, my pamiętamy o ludziach”. Banki pracują nad wizerunkiem bliskich i przyjaznych ludziom oraz zaangażowanych społecznie.

## Historia
Spółdzielcza Grupa Bankowa powstała po połączeniu, w 2001 r. Gospodarczego Banku Wielkopolskiego S.A. i Bałtyckiego Banku Regionalnego S.A., oraz przyłączeniu w 2002 roku Pomorsko-Kujawskiego Banku Regionalnego S.A. w Bydgoszczy i w 2011 Mazowieckiego Banku Regionalnego. Spółdzielczą Grupę Bankową tworzą 174 Banki Spółdzielcze i SGB-Bank S.A.